# Rayonnant
V francoski gotski arhitekturi je rayonnant (francoska izgovorjava [ʁɛjɔnɑ̃]) obdobje od približno sredine 13. stoletja do sredine 14. stoletja. Zanj je bil značilen odmik od visokogotskega iskanja vse večje velikosti k večji prostorski enotnosti, prečiščeni dekoraciji ter dodatnim in večjim oknom, ki so prostor napolnila s svetlobo. Pomembne lastnosti rayonnant vključujejo razvoj rozete; več oken v zgornjem nadstropju; zmanjšanje pomena transepta; in večje odprtine v pritličju za vzpostavitev večje komunikacije med glavno ladjo in stranskimi ladjami. Povečala se je notranja dekoracija, dekorativni motivi pa so se razširili navzven, na fasado in opornike z uporabo velikega merila in prostorskega racionalizma v smeri večje skrbi za dvodimenzionalne površine in ponavljanja dekorativnih motivov v različnih merilih. Uporaba risb se je postopoma razširila z vitrajev na območja kamna in na arhitekturne značilnosti, kot so zatrepi.
Prvi večji primer v Franciji je bila stolnica v Amiensu (1220–1270). Najvidnejši in najbolj dovršen francoski primer je bila obnova delov Notre Dame de Paris (začetek leta 1250), vključno z dodatkom velikih rozet. Najboljši primer poznega rayonnanta je kraljeva kapela v Parizu, Sainte-Chapelle, v kateri je zgornje nadstropje videti kot velika kletka iz obarvanega stekla.
Iz srednjeveške Francije se je slog hitro razširil v Anglijo, kjer je bilo francosko krogovičje rayonnant pogosto vključeno v bolj tradicionalne angleške elemente, kot so kolonete in obočna rebra. Pomembna primera rayonnant sloga v Angliji sta Angelski kor stolnice v Lincolnu in stolnice v Exeteru (začetek pred letom 1280). Osupljiv retrokor stolnice v Wellsu (začetek pred letom 1280), kor svetega Avguština v Bristolski stolnici in Westminstrska opatija so drugi pomembni primeri.
Po sredini 14. stoletja je Rayonnant slog postopoma nadomestil bolj okrašen in bogato okrašen Flamboyant slog.

## Ime
Izraz rayonnant izhaja iz žarečih naper rozet večjih stolnic. V Angliji se včasih imenuje Decorated style.
Izraz so prvi uporabili francoski umetnostni zgodovinarji iz 19. stoletja (zlasti Henri Focillon in Ferdinand de Lasteyrie) za razvrščanje gotskih slogov na podlagi okenskih krogovičij.

## Rayonnant v Franciji
Izvor rayonnant sloga se je zgodil med vladavino Ludvika IX. ali svetega Ludvika, ki je vladal od leta 1226 do 1270. Med njegovo vladavino je bila Francija najbogatejša in najmočnejša država v Evropi. Ludvik je bil predano veren in je bil glavni pokrovitelj katoliške cerkve in umetnosti. Univerza v Parizu ali Sorbona je bila ustanovljena pod njegovim vladanjem kot teološka šola. Glavne stolnice sloga rayonnant so imele njegovo pokroviteljstvo in njegova kraljeva kapela, Sainte-Chapelle, ki jo je zgradil za svojo obsežno zbirko relikvij svetnikov, velja za eno glavnih znamenitosti gotike rayonnant. Pomembno je vplival tudi na angleško gotiko; angleški kralj Henrik III. je bil Ludvikov svak, obiskal je Pariz in dal po letu 1245 spremeniti Westminstrsko opatijo v novem slogu. Udeležil se je tudi posvetitve Sainte-Chapelle v Parizu in dal leta 1258 preoblikovati vzhodni del stolnice sv. Pavla, da bi ji bil podoben.

### Stolnica Notre-Dame d'Amiens
Prva stolnica, zgrajena v slogu je bila stolnica v Amiensu (1220–1270). Njen graditelj, škof Evrard de Fouilly, si je zadal zgraditi največjo stolnico v Franciji; dolga 145 metrov in široka 70 metrov, s površino 7700 kvadratnih metrov. Oboki so visoki 42,5 metra. Ladja je bila dokončana do leta 1240, kor je bil dokončan med letoma 1241 in 1269. Arhitekti so bili Robert de Luzarches ter Thomas in Renaud de Cormont; njihova imena in podobe najdemo v labirintu stolnice. 
Najbolj presenetljiva značilnost ladje je ogromna višina velikih arkad v ladji, 18 metrov, ki se ujemajo s skupno višino triforija in zgornjih stopenj cerkve. Nova ureditev so bila tudi visoka okna; skupine štirih zašiljenih oken, ki jih zaključujejo tri majhne rozete v ladji in osem oken v transeptu, ki prinašajo poplavo svetlobe. Natančna študija timpanona leta 1992 je razkrila sledi barve, kar kaže, da je bil v celoti pobarvan v svetlih barvah. Prvotni videz je danes ob posebnih priložnostih simuliran z barvnimi lučmi.
- Transept in severni vitraž stolnice v Amiensu (1220–1270)
- Rozetno okno severnega transepta stolnice v Amiensu
- Timpanon stolnice v Amiensu, osvetljen z barvno svetlobo, ki nakazuje njen prvotni videz

### Stolnica sv. Dionizija, Saint-Denis in Notre-Dame de Paris
Kmalu po začetku dela na stolnici v Amiensu je bila bazilika Saint-Denis, ki je v Pariz vnesla elemente gotskega sloga, prenovljena v rayonnant slogu. Ladja in transepta so bili obnovljeni z začetkom leta 1231, s čimer so odprli več notranjega prostora (čeprav so do nerazpoznavnosti spremenili nekatere prvotne gotske značilnosti, ki jih je ustvaril Suger). Stene so bile prezidane z veliko večjimi okni, ki so odprla zgornjo višino od glavnih arkad do vrhov obokov. Apsida, nekoč temna, je bila napolnjena s svetlobo.
Tudi stolnica Notre-Dame de Paris je bila deležna velike preobrazbe v nov slog. Med letoma 1220 in 1230 so bili zgrajeni ločni oporniki, ki so nadomestili stare zidne opore in podprli zidove zgornjega nivoja. Vgrajenih je bilo sedemintrideset novih oken, vsako visoko šest metrov, vsako z dvoločno odprtino na vrhu z rozeto. (Petindvajset jih je še vedno na svojem mestu, dvanajst v ladji in trinajst na koru).
Prva rozeta Notre-Dame je bila zgrajena na zahodni fasadi leta 1220. V srednjem veku je bila rozeta simbol Device Marije, ki ji je bila posvečena stolnica. Zahodno okno je bilo manjše, z debelimi kamnitimi naperami. Večja transeptna okna so bila dodana okoli leta 1250 (severno) in 1260 (južno) z veliko bolj okrašenimi oblikami in tanjšimi stebri ali rebri med steklom. Severno okno je bilo posvečeno dogodkom iz Stare zaveze, južno pa Kristusovim naukom in Novi zavezi.
- Rayonnant okna v apsidi, bazilika Saint-Denis (1230)
- Rayonnant rozeta bazilike Saint-Denis (začetek leta 1231)
- Rozeta južnega transepta Notre Dame de Paris (ok. 1260)
- Transept rozeta in zgornja okna Notre Dame de Paris (ok. 1260)

### Le Mans in Tours
Rayonnant se je hitro razširil iz Ile de Francea v druge dele francoske Normandije, v številnih projektih, ki so že bili v izgradnji. V stolnici v Le Mansu v Normandiji je škof Geoffrey de Loudon spremenil načrte, da bi dodal dvojne loke in visoka okna, razdeljena na lancete, ter krog novih kapel v slogu rayonnant. Stolnica v Toursu je imela še bolj ambiciozen program, financiran s pomočjo Ludvika IX. med letoma 1236 in 1279. Njena najbolj presenetljiva značilnost je bila zlitje oken triforija in oken svetlobnega nadstropja, da bi ustvarili zaveso iz barvnega stekla, podobno tistemu Sainte-Chapelle.
- Kombinacija oken triforja in cerkve v stolnici v Toursu (1236–1279)
- Triforij in svetlobno nadstropje stolnice Le Mansu (sredina 13. stoletja)

### Sainte-Chapelle
Sainte-Chapelle, kapela, ki jo je zgradil Ludvik IX. za relikvije Kristusovega trpljenja, ki jih je prinesel iz križarskih vojn, posvečena leta 1248, velja za vrh rayonnant sloga. Služila je kot model več podobnih kapel po Evropi, v Aachnu, Riomu in Sainte-Chapelle de Vincennes na robu Pariza. Steklo je bilo močno obarvano, stene so bile živo pobarvane, deli sten, ki niso bili prekriti s steklom, pa so bili gosto pokriti z izklesanimi in poslikanimi krogovičji.
- Zgornji nivo Sainte-Chapelle (posvečen 1248)
- Detajl skulpture Sainte-Chapelle

## Rayonnant ali "Decorated" v Angliji
Angleška različica rayonnant sloga se je začela pojavljati v Angliji sredi 13. stoletja. Poznejši učenjaki so angleški različici dali izraz "Okrašeno (decorated) obdobje". Angleški zgodovinarji včasih ta slog razdelijo na dve obdobji, ki temeljita na prevladujočih motivih oblik. Prvi, geometrični slog (decorated style), je trajal (približno 1245 ali 50 do 1315 ali 1360), kjer je ornament običajno temeljil na ravnih črtah, kockah in krogih, sledil pa mu je avtohtoni slog krivuljastega krogovičja (curvilinear style - od približno 1290 ali 1315 do 1350 ali 1360), ki je uporabil graciozno ukrivljene črte.
Henrik III. Angleški je bil svak Ludvika IX. Francoskega in se je leta 1248 udeležil posvetitve Sainte-Chapelle v Parizu. Leta 1245 je začel rekonstruirati dele Westminstrske opatije. Po obisku Pariza je začel dodajati elemente rayonnant. Naročil je tudi rekonstrukcijo vzhodnega dela stolnice sv. Pavla po vzoru Sainte Chapelle. Za razliko od francoskega rayonnant sloga je bila angleška različica v Westminstru močneje okrašena z izrezljanimi kamnitimi deli.
Slog so kmalu začeli uporabljati v drugih stolnicah in cerkvah po vsej Angliji. Stolnici v Lincolnu so dodali več pomembnih značilnosti rayonnant; obokan strop kapitlja (1220); in rozeta Dean's Eye (1237); galilejska veranda in angelski kor (1256–1280). Drugi pomembni primeri rayonnant vključujejo stolnico v Exeteru (začetek pred letom 1280); v koru svetega Avguština v Bristolski stolnici; in v nenavadnem retrokoru stolnice v Wellsu. V teh strukturah so bili francoski motivi in dekoracije pogosto pomešani s tipičnimi angleškimi okrasnimi značilnostmi, vključno s koloneti, in dodana zelo okrasna rebra na stropne oboke.
V 14. stoletju se je tehnika grizaj pogosteje uporabljala v angleških stolnicah, kot so okna ladje v Yorški stolnici (1300–38). To je bilo enobarvno slikanje v velikih oknih na steklo, običajno sivo ali belo, ki je omogočalo vstop več svetlobe in je bilo običajno obdano z manjšimi ploščami barvnega stekla.
- Liernejev obok ladje bristolske stolnice (1298–1382)
- Angelski kor stolnice v Lincolnu (1256–1280)
- Pogled skozi retrokor na Marijino kapelo Wellske stolnice (1329–1345)
- Krogovičje v stolnici v Exetru (po 1258)
- Veliko zahodno okno Yorške stolnice (1338–39)
- Grizaj v oknih ladje Yorške stolnice (1330–38)

## Srednja Evropa
Slog rayonnant se je iz Pariza postopoma razširil proti vzhodu in se prilagodil lokalnim slogom. Ladja Strasbourške stolnice, takrat v Svetem rimskem cesarstvu, je bila pomemben zgodnji primer. Gradnja se je začela leta 1277, zgrajena je bila na temeljih starejše romanske cerkve, ki je nekoliko odstopala od običajne rayonnant ureditve arkad, ki so bile ločene s snopi stebrov. Tridelna višina je bila velika okna z lancetami in rozetami vzdolž ladij, več oken zgoraj na ozkem triforju in dramatična visoka okna s štirimi lancetami, nad katerimi so bila okna s kvadrilami, ki so cerkev napolnila s svetlobo. Nenavaden vidik stolnice je bila njena barva; rdečkasto siv kamen v različnih odtenkih je postal del dekoracije. Imel je tudi zelo fino rozeto na zahodu, razdeljeno na šestnajst soufflets ali podolgovatih oblik v obliki srca.
Drug pomemben primer je bila Kölnska stolnica. Dela so se začela leta 1248, vzhodni krak pa je bil posvečen leta 1322, vendar so se dela ustavila v 14. stoletju in se nadaljevala šele v 19. stoletju ter končala šele leta 1880.
- Zahodna fasada in rozeta stolnice v Strasbourgu (začetek leta 1277)
- Ladja Strasbourške stolnice (začetek leta 1277), obrnjena proti vzhodu
- Ladja Kölnske stolnice (začetek leta 1248)
- Kapa Kölnske stolnice (začetek leta 1248)

## Italija in Španija
Rayonnant arhitektura je bila v Italiji precej redka in bi jo običajno našli v samostanskih cerkvah, katerih redovi so delovali v Franciji in drugih delih Evrope. Eden od pomembnih primerov je stolnica v Orvietu (začetek leta 1310), ki je bila znana po dovršenih dvodimenzionalnih okrasnih vzorcih na fasadi in notranjosti. Fasada stolnice v Sieni je bila prav tako načrtovana v rayonnant slogu, čeprav so jo v poznejših letih spremenili. Znana je po izjemni notranji dekoraciji iz barvnega marmorja in fini skulpturi, ki pokriva fasado. Pročelje zvonika Firenške stolnice je okrašeno z dovršenimi vzorci v marmorju, ki spominjajo na rayonnant krogovičje.
Rayonnant se je pojavil tudi v Španiji, zlasti v ladji in transeptih stolnice v Leónu (začetek leta 1255), na katero so vplivali francoski načrti, tudi španske stolnice so težile k velikanskim arkadam, vendar je imela vsaka svoj zelo značilen slog, ki ga je bilo težko razvrstiti. Drugi primeri v Španiji so stolnica v Burgosu, čeprav je bila v času flamboyant gotike precej spremenjena; Gironska stolnica (začetek 1292); in Barcelonska stolnica (ne zamenjujte je s Sagrado Familio (začetek leta 1298).
- Stolnica v Orvietu (začetek leta 1310)
- Zgornja fasada Sienske stolnice (1215–1264)
- Večbarvni marmor v notranjosti Sienske stolnice (1215–1264)
- Ladja stolnice v Leónu (začetek leta 1255)
- Prostorna ladja Gironske stolnice (začetek leta 1292)
- Pročelje stolnice v Leónu

## Značilnosti
Značilnosti arhitekture rayonnant so močno povečana količina svetlobe v notranjosti zaradi povečanja arkad in zlasti povečanja števila in velikosti oken ter uporabo grizaja namesto barvnega stekla. Pojavila se je tudi v prikazu uporabe zatrepov, fial in odprtih krogovičij.
Obdobje rayonnant je sovpadlo z razvojem pasovnega okna, v katerem je osrednji pas bogato obarvanega vitraja nameščen med zgornjim in spodnjim pasom prozornega ali grizaj stekla, kar je omogočilo vdor še več svetlobe in primerljivo povečanje okraskov, tako na notranji kot zunanji strani. To je bilo pogosto doseženo z zelo dovršenimi dizajni v rozetah in čipkastim krogovičjem na zunanjosti, ki so pokrivali fasade in elemente, kot so oporniki.

### Fasade
V obdobju rayonnant so bile zahodne fasade in portali razkošno okrašeni s koničastimi zatrepi, katerih konice so pogosto vključevale majhna okrogla okna ter niz izklesanih fial in križnih rož, kot je prikazano v okrašeni dekoraciji bazilike sv. Urbana v Troyesu (1262–1389). Poleg tega, da so služili kot okras, so imeli vrhovi strukturno funkcijo; so dodali težo opornikom, kar je dalo večjo podporo stenam.
- Stolnica v Amiensu (1220–1270), z obilico skulptur in rozeto
- Pročelje bazilike sv. Urbana, Troyes (1262–1389)
- Detajl zahodne fasade Strasbourške stolnice (1225–1439)

### Višine
V zgodnjih gotskih stolnicah so bile stene ladje približno enakomerno razdeljene med arkade v pritličju, galerijo, arkadni prehod zgoraj, ki je podpiral ladjo; nad tem ozek arkadni triforij, ki je bil prehod, ki je dodatno utrdil zidove; in svetlobno nadstropje na vrhu, tik pod oboki, ki je običajno imelo majhna okna. To se je dramatično spremenilo v obdobju rayonnant. Zahvaljujoč učinkovitejšemu oporniku in štiridelnim rebrastim obokom so lahko stene višje in tanjše, z več prostora za okna. Arkada je postajala vedno višja, z veliko večjimi odprtinami. Galerija, ki ni bila več potrebna za podporo, je popolnoma izginila. Vmesni triforij je skoraj izginil ali pa je bil sam zapolnjena z okni. Najbolj impresivna je bila sprememba na najvišji ravni, svetlobno nadstropje, podprto z daljšimi oporniki; zgornje stene so bile zapolnjene z vedno večjimi okni, dokler stene na tem nivoju skoraj niso izginile.
Zadnja arhitekturna inovacija, ki se je pojavila kot del sloga rayonnant v Franciji, je bila uporaba zastekljenega triforija. Tradicionalno je bil triforij zgodnje ali visokogotske stolnice temen vodoravni pas, ki je običajno vključeval ozek prehod, ki je ločeval vrh arkade od svetlobnega nadstropja. Čeprav je notranjost naredilo temnejšo, je bil nujen za namestitev poševnih streh nad stranskimi ladjami in kapelami. Rešitev rayonnant za to, kot je bila uporabljena z briljantnim učinkom v ladji opatijske cerkve St Denis iz 1230-ih, je bila uporaba dvokapnih streh nad stranskimi ladjami s skritimi žlebovi za odvajanje deževnice. To je pomenilo, da je bila zunanja stena triforijskega prehoda zdaj lahko zastekljena, notranja stena pa zmanjšana na vitek palični niz. Arhitekti so prav tako začeli poudarjati povezavo med triforjem in svetlobnim nadstropjem, tako da so osrednje stebre razširili od oken slednjega v neprekinjenem profilu, ki poteka od vrha oken navzdol skozi slepo krogovičje triforija do venca na vrhu arkadnega loka.
- Višina stolnice v Lincolnu, pogled proti zahodu
- Višina kora Kölnske stolnice, skoraj vsa steklena nad arkadami.

### Okna
Svetloba in s tem okno je bila osrednja značilnost rayonnant arhitekture; okna so bila večja, številčnejša in bolj okrašena kot v prejšnjih slogih. Pogosto so imela tudi prozorno ali grizaj steklo, ki je popestrilo notranjost. Sence in temo zgodnjegotskih stolnic z majhnimi okni in globokimi, bogatimi barvami, kot je modra iz Chartresa, je nadomestil močno osvetljen prostor s polnim spektrom barvne svetlobe.
Vmesni nivoji sten, kot je triforij, so dobili okna. Na visokem nivoju svetlobnega nadstropja so se pojavile vrste zašiljenih oken, pogosto na vrhu s tridelnimi ali štiridelnimi okni in vrsto miniaturnih rozet, imenovanih okulus. To je bilo omogočeno v Notre-Dame s konstrukcijo višjih in daljših ločnih opornikov, ki so naredili dvojni skok za podporo višjih delov zidov.
Bistvena sprememba je bila tudi v krogovičju ali okrasnih oblikah znotraj oken. Zgodnjegotska okna so pogosto uporabljala ploščata krogovičja (pri katerih so okenske odprtine videti, kot da bi bile izbite iz ploščate kamnite plošče. To je nadomestil bolj natančen niz palic, pri katerih so kamnita rebra, ki ločujejo steklene plošče, narejena iz ozke izrezljane letve z zaobljenimi notranjimi in zunanjimi profili. Dovršene zasnove naper rozet, ki se širijo navzven, so dale ime rayonnant slogu. Tako krogovičje se je verjetno prvič pojavilo v oknih svetlobnega nadstropja v Reimski stolnici in se hitro razširila po Evropi.
V Angliji so za rayonnant ali Decorated obdobje značilna okna velike širine in višine, razdeljena s stebri na pododdelke in dodatno obdelana z krogovičjem. Zgodnje značilnosti so bile oblika trilista ali štirilista. Kasnejša okna so pogosto uporabljala krivuljo v obliki črke S, imenovano ogee, kar je dalo plamenu podoben dizajn, ki je napovedoval Flamboyant slog. Pomembni primeri so okna v križnem hodniku Westminstrske opatije (1245–1269), Angelski kor stolnice v Lincolnu (1256) ter ladja in zahodno pročelje Yorške stolnice (1260–1320).
- Zastekljen triforij samostanske cerkve Saint Denis (1230)
- "Zlato okno" stolnice v Wellsu
- Geometrično krogovičje, stolnica Ely (1321–1351)
- Okno Marijine kapele, stolnica Ely (1321–1351)
- Cesarsko okno Strasbourške stolnice

### Rozete
Velika rozeta je bila med najznačilnejšimi elementi rayonnanta. Transepta Notre-Dame de Paris sta bila obnovljena, da bi naredili prostor za dve ogromni rozeti, ki sta ju naredila Jean de Chelles in Pierre de Montreuil, plačal pa ju je kralj Ludvik IX. Podobne velike rozete so bile dodane ladji bazilike Saint-Denis in stolnici v Amiensu. Z uporabo kamnitih stebrov, ki ločujejo koščke stekla, in tistih kosov stekla, podprtih s svinčenimi rebri, so okna postala močnejša in večja ter so se lahko upirala močnemu vetru. Svetla okna rozet so dosegla premer deset metrov.
- Negativno krogovičje, Lincolnska stolnica "Dean's Eye" rozeta (ok. 1225)
- Paličasto krogovičje, Notre-Dame de Paris, severna rozeta (ok. 1260)
- Rozeta stolnice v Orvietu, obdano z majhnimi doprsnimi kipi svetnikov

### Slepa krogovičja
Krogovičje znotraj oken je navdihnilo drugo obliko dekoracije rayonnant; uporaba slepih krogovičij ali mrež iz tankih reber, ki bi jih lahko uporabili za prekrivanje praznih sten v okrasnih oblikah, ki se ujemajo z zasnovami znotraj oken.
- Slepo krogovičje v Angelskem koru, stolnica v Lincolnu
- Slepo krogovičje in visok relief v koru stolnice v Amiensu (1220–1266) (fotografija pred prvo svetovno vojno)

### Skulpture
Kiparstvo je bilo pomembna značilnost dekoracije fasad stolnic, praksa, ki sega v obdobje romanike. Na pročelju in timpanonu so bile upodobljene kamnite figure svetnikov in svete družine. V obdobju rayonnant so skulpture postale bolj naturalistične in tridimenzionalne ter so izstopale v svojih nišah na fasadi. Imele so individualne značilnosti obraza, naravne kretnje in drže ter fino izklesane kostume. Druge dekorativne skulpture, kot so listi in rastline, ki so krasili kapitele stebrov, so prav tako postale bolj realistične.
Kiparska dekoracija italijanskih gotskih cerkva, kot je pročelje stolnice v Orvietu, ki jo je zasnoval Lorenzo Maitani (1310), je bila izjemno lepa in je bila del kombinacije bronastih in marmornih figur, mozaikov in barvnih reliefov. To je bila napoved renesanse, ki se je kmalu začela.
- Naturalistične figure svetnikov nad zahodnim portalom Strasbourške stolnice
- Skulptura in krogovičje na fasadi stolnice v Rouenu
- Detajl skulpture kapitela stebra, ki prikazuje kmeta, ki udari tatu sadja. Stolnica v Wellsu
- Skulptura Adama in Eve na pročelju stolnice v Orvietu delo Lorenza Maitanija (začetek leta 1310)

### Dekorativni elementi
Eden od značilnih elementov rayonnant sloga je bila uporaba okrasnih elementov iz izrezljanega kamna na zunanjosti in notranjosti. Ti so vključevali križno rožo, fiale in zaključne konice, kar je dajalo večjo višino vsemu, od vrat do opornikov. Ti elementi so običajno imeli tudi praktični namen; pogosto so jih dodajali zunanjim strukturam, kot so oporniki, da bi jim dali dodatno težo.
Ti elementi so vključevali kroket v obliki stiliziranega rezbarjenja zvitih listov, brstov ali cvetov, ki se v rednih presledkih uporabljajo za okrasitev nagnjenih robov zvonikov, fial, vrhov in zatrepnih kron.
- Križna roža iz 13. stoletja, ki jo je ilustriral Viollet-le-Duc
- Krokeji na zvoniku cerkve Notre-Dame de Vitré, Bruselj
- Oporniki, okrašeni z fialami, Kölnska stolnica

## Prehod
Prehod (v Franciji) iz rayonnant sloga v flamboyant gotski slog je bil postopen, zaznamovan predvsem s premikom k novim vzorcem krogovičij, ki temeljijo na podobnih krivuljah v obliki črke S (te krivulje utripajo plameni, po katerih je novi slog dobil ime). Vendar pa je sredi kaosa stoletne vojne in raznih drugih nesreč, ki jih je Evropa doživela v 14. stoletju, prišlo do razmeroma malo velikih gradenj in nekateri elementi rayonnant sloga so ostali v modi tudi v naslednjem stoletju.